# Campeonato de Irlanda de Rugby 2000-01
El Campeonato de Rugby de Irlanda (oficialmente All-Ireland League) de 2000-01 fue la decimoprimera edición del principal torneo de rugby de la Isla de Irlanda, el torneo que agrupa a equipos tanto de la República de Irlanda como los de Irlanda del Norte.

## Sistema de disputa
Cada equipo disputó encuentros frente a cada uno de los rivales a una sola ronda, totalizando 15 partidos.
Luego de la fase regular los cuatro mejores clasificados disputaron una semifinal enfrentándose el primer clasificado frente al cuarto y el segundo frente al tercero.
Los últimos dos clasificados descienden a segunda división.
Puntuación
Para ordenar a los equipos en la tabla de posiciones se los puntuará según los resultados obtenidos.
- 4 puntos por victoria.
- 2 puntos por empate.
- 0 puntos por derrota.
- 1 punto bonus por perder por siete o menos puntos de diferencia.

## Clasificación
| Pos. | Equipo             | Encuentros | Encuentros | Encuentros | Encuentros | Tantos | Tantos | Tantos | Puntos Bonus | Puntos |
| Pos. | Equipo             | PJ         | PG         | PE         | PP         | F      | C      | Dif    | Puntos Bonus | Puntos |
| ---- | ------------------ | ---------- | ---------- | ---------- | ---------- | ------ | ------ | ------ | ------------ | ------ |
| 1.º  | Cork Constitution  | 15         | 12         | 0          | 3          | 420    | 265    | +155   | 9            | 57     |
| 2.º  | Galwegians         | 15         | 11         | 0          | 4          | 338    | 254    | +152   | 8            | 51     |
| 3.º  | Dungannon RFC      | 15         | 10         | 1          | 4          | 435    | 283    | +152   | 8            | 50     |
| 4.º  | Young Munster      | 15         | 10         | 0          | 5          | 364    | 241    | +123   | 8            | 48     |
| 5.º  | Ballymena          | 15         | 8          | 1          | 6          | 384    | 326    | +58    | 10           | 44     |
| 6.º  | St. Mary's College | 15         | 9          | 1          | 5          | 302    | 276    | +26    | 4            | 42     |
| 7.º  | Garryowen          | 15         | 7          | 2          | 6          | 317    | 343    | -26    | 4            | 36     |
| 8.º  | Blackrock College  | 15         | 7          | 1          | 7          | 317    | 302    | +15    | 5            | 35     |
| 9.º  | Shannon RFC        | 15         | 7          | 1          | 7          | 347    | 307    | +40    | 4            | 34     |
| 10.º | Terenure College   | 15         | 6          | 1          | 8          | 323    | 358    | -35    | 3            | 29     |
| 11.º | Clontarf           | 15         | 6          | 0          | 9          | 343    | 442    | -99    | 5            | 29     |
| 12.º | Lansdowne          | 15         | 5          | 2          | 8          | 259    | 300    | -41    | 4            | 28     |
| 13.º | Buccaneers         | 15         | 5          | 0          | 10         | 267    | 334    | -67    | 6            | 26     |
| 14.º | DLSP               | 15         | 5          | 0          | 10         | 266    | 382    | -116   | 4            | 24     |
| 15.º | Old Crescent       | 15         | 4          | 0          | 11         | 306    | 422    | -116   | 6            | 22     |
| 16.º | Belfast Harlequins | 15         | 3          | 0          | 12         | 265    | 418    | -153   | 7            | 12     |

## Fase final

### Semifinales
| 19 de mayo de 2001 | Cork Constitution | 18 - 10 | Young Munster |  |  |

| 19 de mayo de 2001 | Galwegians | 29 - 31 | Dungannon RFC |  |  |

### Final
| 26 de mayo de 2001 | Cork Constitution | 12 - 46 | Dungannon RFC |  |  |

| Bandera de Irlanda    |
| Campeón Dungannon RFC |
| Primer título         |